# La Muraille invisible
La Muraille invisible (titre original : Brandvägg) est un roman policier de Henning Mankell paru en 1998 en Suède, traduit en français en 2002 et mettant en scène l'inspecteur de police Kurt Wallander.

## Résumé
En octobre 1997, à Ystad en Scanie, Tynnes Falk, consultant en informatique, s'écroule mort devant un distributeur bancaire, victime d'un infarctus.
Dans le même temps, deux adolescentes assassinent sauvagement le chauffeur du taxi dans lequel elles avaient pris place. Arrêtée, l'un d'elles, Sonja, reconnaît les faits avant de réussir à s'enfuir du commissariat.
La nuit suivante, toute la Scanie est plongée dans le noir à la suite d'une panne électrique. L'inspecteur Wallander découvre le corps de Sonja, électrocutée dans le transformateur à l'origine de la panne. La même nuit, le corps de Falk est volé à la morgue puis retrouvé devant le même distributeur bancaire, amputé de deux doigts.
Wallander découvre dans un appartement loué par Falk un ordinateur protégé par un système de sécurité inviolable. Quelles informations secrètes recèle cet ordinateur ? Dépassé dans un domaine auquel il ne connaît quasiment rien, Wallander fait appel à un hacker récemment sorti de prison. Celui-ci parvient à pénétrer dans l'ordinateur de Falk et découvre qu'un événement grave devrait survenir le 20 octobre.
Une course contre la montre s'engage alors pour rassembler les morceaux de ce puzzle aux pièces si disparates.

## Éditions françaises
Édition imprimée originale
- Henning Mankell (trad. du suédois par Anna Gibson), La Muraille invisible [« Brandvägg »], Paris, éd. du Seuil, coll. « Seuil policiers », 2 mars 2002, 426 p., 23 cm (ISBN 2-02-038118-4, BNF 38811255)

Édition au format de poche
- Henning Mankell (trad. du suédois par Anna Gibson), La Muraille invisible [« Brandvägg »], Paris, éd. du Seuil, coll. « Points : policier » (no 1081), 15 mars 2003, 518 p., 18 cm (ISBN 2-02-058116-7, BNF 38969864)

Livre audio
- Henning Mankell (trad. du suédois par Anna Gibson), La Muraille invisible [« Brandvägg »], Ville-d'Avray, éd. Sixtrid, février 2014 (EAN 3358950002528)Texte intégral ; narrateur : Marc-Henri Boisse ; support : 2 disques compacts audio MP3 ; durée : 15 h 20 min environ ; référence éditeur : Sixtrid A56M.

## Adaptation télévisuelle
Le roman a fait l'objet, dans le cadre de la série télévisée Les Enquêtes de l'inspecteur Wallander (Wallander), avec Kenneth Branagh, d'une adaptation d'environ 90 minutes, également titrée La Muraille invisible (Firewall), initialement diffusée, au Royaume-Uni, le 7 décembre 2008 (saison 1, épisode 2).